# Lars Volden
Lars Volden (né le 26 juillet 1992 à Oslo) est un joueur de hockey sur glace norvégien. Il évolue au poste de gardien de but.

## Biographie

### Carrière en club
En 2008, il commence sa carrière en senior avec l'équipe réserve des Stavanger Oilers dans la 1. divisjon. Il découvre la GET Ligaen un an plus tard. En 2010, il part en Finlande et s'aguérit avec l'équipe junior des Espoo Blues. Il est choisi au sixième tour, en cent-quatre-vingt-unième position par les Bruins de Boston lors du repêchage d'entrée dans la LNH 2011.  Il joue ses premiers matchs dans la SM-liiga en 2012.

### Carrière internationale
Il représente la Norvège au niveau international. Il prend part aux sélections jeunes. Il dispute son premier championnat du monde senior en 2012.